# L’Assomption (regionalna gmina hrabstwa)
L’Assomption – regionalna gmina hrabstwa (MRC) w regionie administracyjnym Lanaudière prowincji Quebec, w Kanadzie. Stolicą jest miasto L’Assomption. Składa się z 6 gmin: 4 miast i 2 parafii.
L’Assomption ma 119 840 mieszkańców. Język francuski jest językiem ojczystym dla 94,6%, angielski dla 1,4%, hiszpański dla 1,0% mieszkańców (2011).